# 米萊娜·武科蒂奇
米萊娜·武科蒂奇（塞爾維亞語：Милена Вукотић，1848年5月4日—1923年3月16日），蒙特內哥羅王后，尼古拉一世的妻子。

## 生平
米萊娜與尼古拉的父親是好友，在他們的安排下，米萊娜被送到尼古拉家中作為他未來的妻子。尼古拉的父母對米萊娜很友善，對待她如同自己的親生女兒。
1860年，尼古拉成為蒙特內哥羅的統治者。1862年，21歲的尼古拉與14歲的米萊娜結婚，婚後的兩人共有12個孩子。
1918年，蒙特內哥羅被塞爾維亞併吞，尼古拉一家被迫流亡。米萊娜於1923年去世，享年74歲。

## 子女
- 佐卡（1864年—1890年），南斯拉夫國王亞歷山大一世的母親
- 米莉察（1866年—1951年），與俄羅斯的彼得·尼古拉耶維奇大公結婚
- 安娜斯塔西婭（1867年—1935年），與俄羅斯的尼古拉·尼古拉耶維奇大公結婚
- 瑪麗卡（1869年—1885年），早逝
- 達尼洛（1871年—1939年），1921年短暫成為蒙特內哥羅王室首領
- 埃萊娜（1873年—1952年），義大利王后
- 安娜（1873年—1971年），與巴騰堡的法蘭茲·約瑟夫結婚
- 索菲亞（1876年—1876年），夭折
- 米爾科（1879年—1918年），現任蒙特內哥羅王室首領尼古拉的祖父
- 謝妮亞（1881年—1960年）
- 佛潔拉（1887年—1927年）
- 彼得（1889年—1932年）